# Kvalsund

Ehemaliges Wappen

Kvalsund (samisch Fálesnuori) war eine Kommune in der norwegischen Provinz (Fylke) Finnmark und lag auf der Porsanger-Halbinsel und der Insel Kvalsøya. Es umfasste die Siedlungen Kvalsund, Revneshamn, Skaidi und Kokelv.
Seit dem 1. Januar 2020 ist es Teil der Stadt Hammerfest, in die es im Rahmen der Kommunalreform in Norwegen eingegliedert wurde.

## Wappen
Beschreibung: In Blau drei silberne Fische im Dreipass mit den Köpfen zur Schildmitte.